# Sabine Haudepin

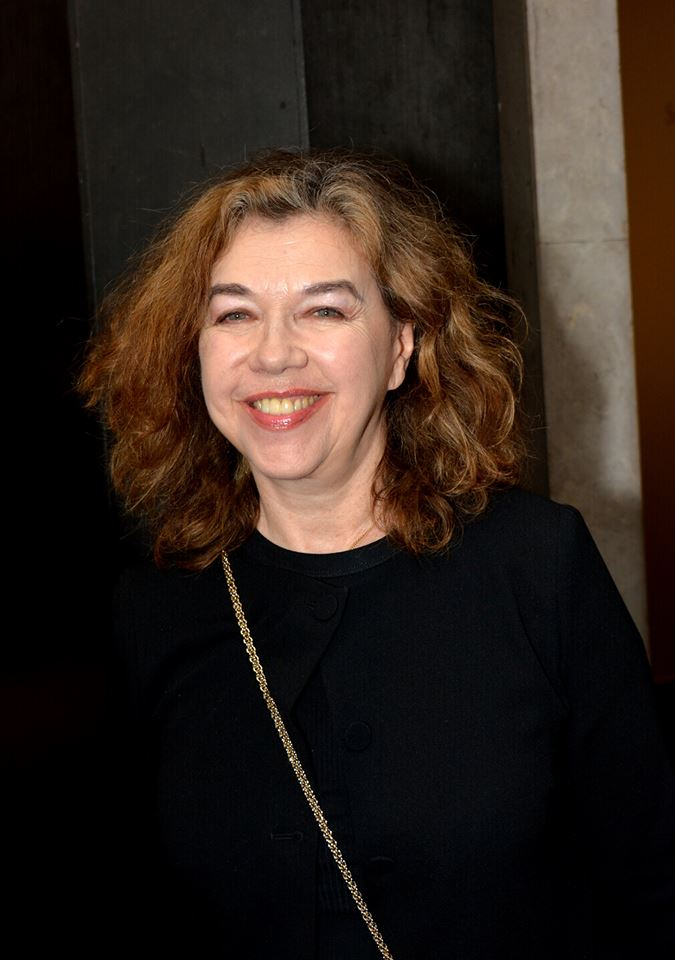
Sabine Haudepin, 2018

Sabine Haudepin (* 19. Oktober 1955 in Montreuil) ist eine französische Schauspielerin. Sie ist die Schwester des Schauspielers und Regisseurs Didier Haudepin.

## Leben
Bereits als Kind wurde Sabine Haudepin von François Truffaut für die Filme Jules und Jim (1961) und Die süße Haut (1963) besetzt. Als Jugendliche spielte sie die Tochter von Marie Dubois in Pierre Badels Verfilmung des Lebens von Marie Curie und die Nichte von Jean-Pierre Cassel in Michel Devilles Der Bär und die Puppe.
Als Erwachsene wurde sie von Truffaut für die Nebenrolle der ehrgeizigen Schauspielerin Nadine Marsac in Die letzte Metro (1980) wiederentdeckt. Haudepin wurde 1982 für ihre Darstellung der Elise Tisserand in André Téchinés Film Begegnung in Biarritz für den César in der Kategorie Beste Nebendarstellerin nominiert. 1989 erhielt sie von Édouard Molinaro 1989 die Titelrolle in Manon Roland. Als Reverenz an ihre Auftritte bei Truffaut erhielt sie 1995 in der Verfilmung eines seiner letzten Drehbücher, dem Fernsehdreiteiler Belle Époque, die Rolle der Henriette Caillaux.

## Filmografie (Auswahl)
- 1962: Jules und Jim (Jules et Jim)
- 1964: Die süße Haut (La Peau douce)
- 1970: Der Bär und die Puppe  (L’Ours et la poupée)
- 1979: Mach erst mal Abitur (Passe ton bac d’abord)
- 1980: Die letzte Metro (Le Dernier Métro)
- 1982: Begegnung in Biarritz (Hôtel des Amériques)
- 1984: Geschichte eines Lächelns (Notre histoire)
- 1986: Corps et biens
- 1986: Max mon amour
- 1987: L’Homme qui n'était pas là
- 1987: Die Komödie der Arbeit (La Comédie du travail)
- 1988: Der Löwe (Itinéraire d’un enfant gâté)
- 1989: Der Preis der Freiheit (Force majeure)
- 1989: Die Sitze im Alcazar (Les Sièges de l’Alcazar)
- 1991: La Pagaille
- 1993: Wer kriegt denn hier ein Baby? (Grossesse nerveuse)
- 1995: Belle Époque (TV-Dreiteiler)
- 2002: Histoire naturelle
- 2002: Les Naufragés de la D17
- 2002: Unverhofft kommt oft (Le Hasard fait bien les choses)
- 2004: Viper in der Faust (Vipère au poing)
- 2005: Malen oder Lieben (Peindre ou faire l’amour)
- 2005: La Crim’ (Fernsehserie, 1 Folge)
- 2006: De particulier à particulier
- 2015: La Vie devant elles (TV-Serie, sechs Folgen)
- 2016: La Papesse Jeanne